# 慶賀使
慶賀使（けいがし）は、ある国（または藩）に慶事があった際に別の国（または藩）から慶賀のために派遣される使節のことである。
清の冊封を受けていた琉球王国は皇帝即位の際に慶賀使を派遣していた。
江戸時代、幕府将軍襲職の際に琉球から派遣された使節である慶賀使については江戸上りを参照。